# Jättevarg

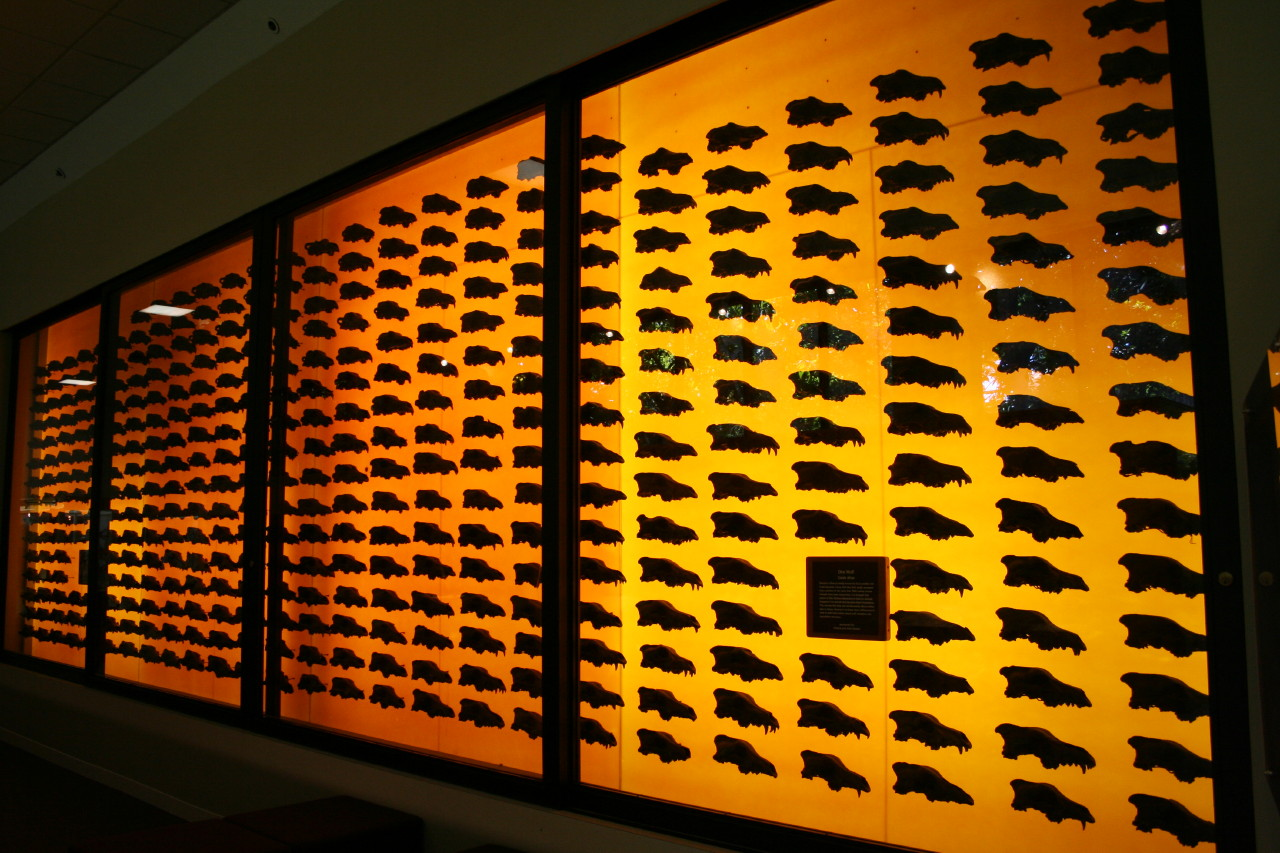
Hundratals kranier av jättevarg, funna i La Brea.

Jättevarg eller skräckvarg (Aenocyon dirus) är en utdöd art av släktet Aenocyon av familjen hunddjur.

## Systematik

### Taxonomi
Tidigare inräknas jättevargen i släktet canis, samma som gråvarg (canis lupus) och tamhund (canis familiaris), och bar det vetenskapliga namnet canis dirus. 
Nya studier har visat att jättevargen inte har släktskap med eurasiska vargar utan tillhör en egen gren av hunddjur som utvecklats separat på dem amerikanska kontinenterna. Vetenskapligt namn byttes därför 2021 från Canis dirus till Aenocyon dirus, något som föreslagits redan i 1918.
Som systerarter föreslogs Canis edwardii och den sydamerikanska arten Canis ambrusteri.

### Etymologi
De svenska namnen jättevarg och skräckvarg speglar de vetenskapliga namnen. Aenocyon betyder ungefär fruktansvärd varg och anspelar på vargens storlek. Latinets dirus betyder förskräcklig, skräckinjagande eller illavarslande (jämför med begreppet skräcködla).
Jämför finska: hirviösusi, ”monstervarg”.

### Biologi
Jättevargen levde i Nordamerika under sen pleistocen under den senaste istiden. Den var något större än den nutida vargen och är sannolikt inte förfader till densamma, utan utvecklades sannolikt från en annan anfader som sedan länge fanns i Amerika. I jämförelse till bålen var extremiteterna kortare än hos den nu levande vargen. Tanduppsättningen var däremot robustare och lämplig för att bryta ben. Den vägde 50 till 80 kg och mätte cirka 1,5 meter i längd.
Jättevargen dog ut av okänd anledning för cirka 12 000 år sedan, samtidigt med en rad andra stora däggdjur. Man har funnit över 1 600 fossiler av jättevarg i asfaltspölarna i La Brea i Kalifornien.

## Försök till återskapande
Det har gjorts mer än ett försök till att återskapa jättevargen, eller möjligtvis bara dess utseende eller fenotyp.

### Dire Wolf Project
Sedan 1987 pågår inom företaget Dire Wolf Project framavling av hund som har exakt samma kroppsstruktur som en jättevarg.

### Colossal Biosciences jättevarg-projekt
Bioteknikföretaget Colossal Biosciences i USA har genom genmodifering av gråvarg lyckats framavla vargar som efterliknar den utdöda jättevargen. Företagets projekt offentliggjordes 7 april 2025 då tre valpar visades upp. Företaget påstår att detta är ett återskapande av jättevargen, medan kritiker menar det inte är mer än en genmodifierad gråvarg.